# Ueli Müller
Ueli Müller (* 3. September 1952 in Steinmaur) ist ein ehemaliger Radrennfahrer aus der Schweiz.

## Sportliche Laufbahn
Müller war im Querfeldeinrennen (heutige Bezeichnung Cyclocross) und im Strassenradsport aktiv. Bei den Cyclocross-Weltmeisterschaften 1971 wurde er 26., 1972 15., 1973 11., 1974 6., 1975 22., 1978 14., 1979 gewann er beim Sieg von Vito Di Tano die Bronzemedaille, 1980 wurde er 7., 1981 7., 1982 holte er beim Sieg von Miloš Fišera Bronze, 1983 wurde er 17. 1984 kam er im Profirennen auf den 19. Platz.
Von den renommierten internationalen Cyclocrossrennen gewann er 1974 den Cyclocross Aigle und 1979 in Leibstadt. Bei den Schweizer Radquer-Meisterschaften wurde er 1982 Dritter. Von 1984 bis 1989 war er Berufsfahrer. Auf der Strasse hatte er keine Erfolge.